# Asplanchnopus dahlgreni
Asplanchnopus dahlgreni är en hjuldjursart som beskrevs av Myers 1934. Asplanchnopus dahlgreni ingår i släktet Asplanchnopus och familjen Asplanchnidae. Inga underarter finns listade i Catalogue of Life.